# Melanophryniscus spectabilis
Espèce
Statut de conservation UICN

 DD  : Données insuffisantes
Melanophryniscus spectabilis est une espèce d'amphibiens de la famille des Bufonidae.

## Répartition
Cette espèce est endémique de l'État de Santa Catarina au Brésil. Elle se rencontre entre 380 et 875 m d'altitude à Seara, à Arabutã, à Arvoredo, à Itá, à Ponte Serrada, à Xanxerê, à Xavantina et à Xaxim.
Les spécimens provenant de la province de Misiones en Argentine qui étaient associés à cette espèce sont considérées comme Melanophryniscus sp. aff. tumifrons.

## Description
Les mâles mesurent de 26,5 à 31,1 mm et les femelles de 31,9 à 35,5 mm.

## Publication originale
- Caramaschi & Cruz, 2002 : Taxonomic Status of Atelopus pachyrhynus Miranda-Ribeiro, 1920, Redescription of Melanophryniscus tumifrons (Boulenger, 1905), and Descriptions of two new species of Melanophryniscus from de State of Santa Catarina, Brazil (Amphibia, Anura, Bufonidae). Arquivos do Museu Nacional Rio de Janeiro, Brasil, vol. 60, no 4, p. 303-314 (texte intégral).